# Плохие девочки (телесериал)
«Плохие девочки» — сериал о жизни заключенных в вымышленной тюрьме Великобритании — Ларкхолл.

## Сюжет
События разворачиваются в женской тюрьме, происходящее показано глазами главных героев. Присутствуют несколько параллельных линий развития сюжета и любовных отношений, в том числе между Никки Уэйд (заключенная, обвиняемая в убийстве полицейского) и Хелен Стюарт (управляющая крылом G — тюрьмы Ларкхолла).

## В ролях
- Симона Лабиб — Хелен Стюарт
- Мандана Джонс — Никки Уэйд
- Дебра Стивенсон — Мишель «Шелл» Докли
- Джек Эллис — Джим Феннер
- Алисия Эйо — Даниэлла «Денни» Блад
- Джоанн Фроггатт — Рэйчел Хикс
- Луиза Брэдшоу-Уайт — Лорна Роуз
- Джо Шоу — Доминик Макалистер
- Хелен Фрейзер — Сильвия Холламби
- Кика Мирилис — Джули Джонстон
- Виктория Алкок — Джули Сондерс
- Лара Казале — Зандра Плакетт

## Создание
Перед началом съёмок сериала было проведено изучение жизни британских женщин-заключенных. Энн Макманус и Морин Чедвик, а также несколько членов актерского состава провели месяцы, посещая тюрьмы в течение 1998 и 1999 годов, чтобы собрать информацию и исследования о женщинах, находящихся в заключении, чтобы вдохновить их на роли в сериале и на то, как в настоящее время управляются тюрьмы. Макманус и Чедвик подробно изучили все телевизионные сериалы, действие которых происходит в женских тюрьмах, включая сериал ITV 1970-х годов «В этих стенах», австралийскую мыльную оперу Network Ten "Заключенная: Cell Block H, который впервые был показан на ITV в 1984 году до конца 1990-х годов, и несколько документальных фильмов о тюрьмах, а также три книги, которые написал МакМанус, и все они были представлены актерам. Чтобы продолжить исследование, в январе 1999 года Макманус и Чедвик посетили общее собрание женщин в тюрьме, группы поддержки женщин-заключенных, чтобы решить подобные вопросы в женских тюрьмах, консультируясь с бывшими заключенными и такими организациями, как NACRO и Ассоциация тюремных офицеров.

### Съёмки
Сериал был заказан ITV под рабочим названием «Тюремные птицы» и начал сниматься в феврале 1999 года. Однако позже название сериала было изменено после того, как за несколько месяцев до выхода в эфир первой серии документальный сериал BBC One о женщинах в тюрьме использовал то же название.
Точное местоположение вымышленной тюрьмы Ларкхолл никогда не раскрывалось, хотя в первой серии четвертого эпизода персонаж Шелл Докли упоминает, что она находится «недалеко» от Клэпхэма. В сериале было еще несколько упоминаний о том, что она находится в южной части Лондона, но конкретное местоположение указано не было. На протяжении сериала упоминались несколько районов Лондона, в том числе: Пекхэм, Клэпхэм, Актон, Кэтфорд, Стритхэм, Сиденхэм, Тутинг, Стратфорд, Балхэм и Бетнал Грин.
Интерьер тюрьмы также можно увидеть в 11 эпизоде 3 сезона Waterloo Road.
Для съемок экстерьера в 1-3 сериях использовалась тюрьма Оксфорда, а для съемок интерьера была построена копия крыла тюрьмы. Для серий 4-8 также была создана реконструкция экстерьера тюрьмы, поскольку к тому времени тюрьма Оксфорд была перестроена в гостиничный комплекс.

## Критика
Первые отзывы о сериале были в целом неоднозначными. Однако позже критики были гораздо более благосклонными. Daily Telegraph пишет, что сериал является «одним из самых больших телевизионных драматических хитов последних лет» и что он «почти до смущения захватывающий», а The Guardian сказала, что это «жемчужина в короне прайм-тайма ITV» и что "руководители сети должны быть благодарны, что у них есть редкий, хотя и неожиданный успех в «Плохих девочках». Они также отметили, что сериал «менее уютный, чем другие драмы… в нем нет больных животных или исцеленных людей». The Guardian также упомянула о ранней сюжетной линии, в частности, об отношениях между Хелен Стюарт и заключенной Никки Уэйд, которую «похвалили за ответственное отношение к гомосексуальным отношениям». DVD Monthly сделал обзор сериала и отметил, что «Bad Girls — это блестящая драма о жизни в женской тюрьме. Она мрачная, хорошо написанная и полностью оправдывает фразу „сильный удар“» и что она «делает просмотр навязчивым и делает это с умом и честностью».
Первые три сезона «Плохих девчонок» были самыми успешными. После первых трех сезонов качество шоу немного снизилось в четвертом и пятом сезонах. Тем не менее, шоу продолжало получать высокие рейтинги. Шестой сезон «Плохих девчонок» считался самым успешным после первых трех сезонов, поскольку он показал себя несколько лучше, чем предыдущие два. Седьмой сезон в основном продемонстрировал падение рейтингов; хотя финал седьмого сезона, рождественский спецвыпуск, показал себя очень хорошо. Восьмой сезон показал дальнейшее падение рейтингов и стал последним сезоном перед отменой

### Награды и номинации
Сериал был номинирован на несколько премий, в первую очередь на National Television Awards, где он получил в общей сложности девять номинаций и дважды победил; в 2000 году и в 2001 году, получив награду за самый популярный драматический сериал, в период, когда сериал был наиболее успешным. Дебра Стивенсон получила номинацию «Самая популярная актриса» в 2001 году за роль Шелл Докли и стала единственной участницей сериала, получившей номинацию на National Television Awards. В дальнейшем сериал ежегодно получал номинации на звание самого популярного драматического сериала в период с 2002 по 2006 год. В период с 2000 по 2004 год сериал получил восемь номинаций на премию TV Quick, выиграв в общей сложности все восемь; стал обладателем четырех наград за лучшую любимую драму с 2000 по 2003 год, а среди актёров — Дебра Стивенсон за лучшую актрису в 2001 году, Клэр Кинг за лучшую актрису в 2002 и 2003 годах и Джек Эллис за лучшего актёра в 2004 году. Сериал также получил две премии Inside Soap Awards в 2003 и 2005 годах.